# Solen strictus
Solen strictus là một loài thân mêm hai mảnh vỏ của họ Solenidae. Phổ biến ở vùng bờ biển cát Nhật Bản phía Tây, Nam và Đông Bắc, cũng như tại Hàn Quốc, Trung Quốc, Đài Loan. Nó sống trên vùng bờ biển cát, độ sâu khoảng 20–50 cm.